# Edwin M. Martin
Edwin McCammon Martin (Dayton, 21 de mayo de 1908-Washington D. C., 12 de enero de 2002) fue un funcionario y diplomático estadounidense, que trabajó para el gobierno federal de los Estados Unidos desde 1935 hasta 1975, primero como economista, luego en la movilización de la economía para la Segunda Guerra Mundial, y posteriormente en el Departamento de Estado y el servicio exterior. En sus últimos años trabajó para el Banco Mundial.

## Biografía

### Primeros años y carrera temprana
Nació en Dayton (Ohio). Fue educado en la Universidad del Noroeste (NU, por sus siglas en inglés) y recibió un bachiller universitario en letras en 1929. Permaneció en la NU hasta 1935 como estudiante graduado en el departamento de ciencias políticas, pero no recibió otro título.
Se convirtió en economista en el Consejo Central de Estadística del Departamento de Comercio en 1935. Entre 1938 y 1940, trabajó en la Oficina de Estadísticas Laborales del Departamento de Trabajo.
Durante la Segunda Guerra Mundial, se desempeñó en la Junta de Producción de Guerra entre 1940 y 1944. Se convirtió en jefe de la División de Clasificación de Urgencia en 1943. En 1944, se unió a la Oficina de Servicios Estratégicos como jefe adjunto de división.

### Carrera diplomática
En 1945, participó en la planificación económica de Japón, a la luz de la prevista ocupación de Japón, trabajando en la oficina del subsecretario de Estado para Asuntos del Lejano Oriente y como asesor en asuntos económicos de Japón en el Departamento de Estado desde agosto hasta octubre. En octubre de 1945, se convirtió en jefe de la División de Asuntos Económicos Japoneses y Coreanos del Departamento de Estado. En 1947, fue nombrado Jefe interino de la división de Asuntos Económicos de Áreas Ocupadas.
Permaneció en el Departamento de Estado, convirtiéndose en director adjunto de la Oficina de Política de Comercio Internacional en 1948; director de la Oficina de Asuntos Regionales Europeos en 1949; y asistente especial para asuntos de seguridad mutua del Secretario de Estado de Estados Unidos, Dean Acheson, entre 1952 y 1954.
En 1953, fue nombrado jefe adjunto de la Misión de los Estados Unidos ante la Organización del Tratado del Atlántico Norte y Organizaciones Regionales Europeas y miembro suplente de los Estados Unidos en el Consejo del Atlántico Norte en París. Sirvió en este cargo hasta 1957. Los siguientes dos años se desempeñó en la embajada de los Estados Unidos en el Reino Unido, a cargo de la sección económica.
En 1960, el presidente Dwight D. Eisenhower, lo designó secretario de Estado adjunto para Asuntos Económicos. En abril de 1961, se desempeñó como gobernador suplente temporalmente en la delegación de los Estados Unidos en la reunión del Banco Interamericano en Brasil. En agosto de ese año, se desempeñó como representante principal del Departamento de Estado en la delegación de los Estados Unidos en la Reunión Especial del Consejo Interamericano Económico y Social en Punta del Este (Uruguay). El 4 de noviembre, viajó a la ciudad japonesa de Hakone (Kanagawa), como asesor principal del Secretario de Estado Dean Rusk y como jefe de la delegación de los Estados Unidos en la reunión del Comité Conjunto de Estados Unidos-Japón sobre asuntos comerciales y económicos.

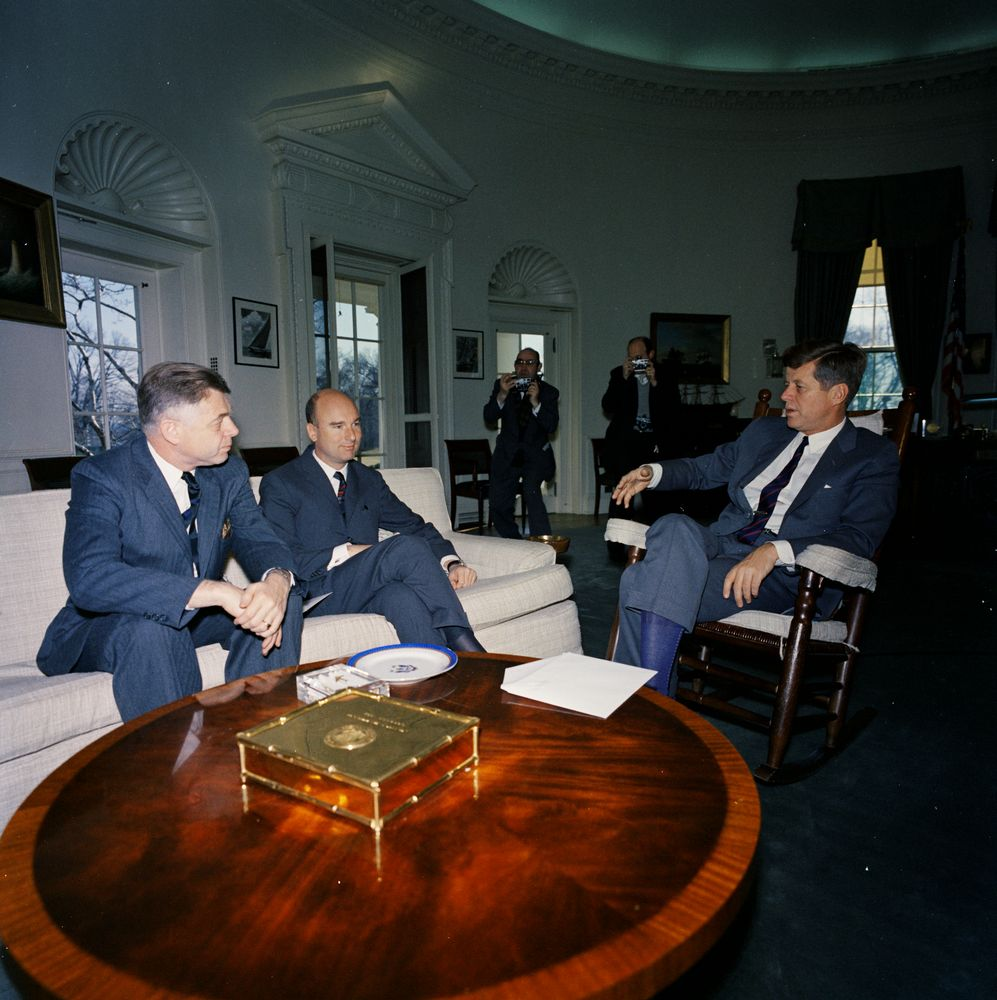
Martin (izq.), junto con el embajador de Venezuela Enrique Tejera París y John F. Kennedy en 1963.

En marzo de 1962, el presidente John F. Kennedy lo nombró secretario de Estado adjunto para Asuntos Interamericanos, cargo que ocupó hasta el 2 de enero de 1964. En ese cargo, ayudó a dirigir las nuevas políticas de la administración Kennedy hacia América Latina, incluida la gestión de la participación de los Estados Unidos en la Alianza para el Progreso. Martin fue responsable de los asuntos latinoamericanos durante la crisis de los misiles en Cuba. Formó parte del llamado Comité Ejecutivo (EXCOMM) creado por Kennedy para manejar la crisis, y fue quien anunció un bloqueo naval y aéreo contra la isla de Cuba.
En mayo de 1963, encabezó la delegación estadounidense en una reunión de la Comisión Económica para América Latina y el Caribe (CEPAL) en Mar del Plata (Argentina). Luego actuó como representante adjunto de los Estados Unidos ante la Conferencia del Consejo Económico y Social Interamericano a Nivel Ministerial en São Paulo (Brasil), en noviembre.
En 1964, el presidente Lyndon B. Johnson lo nombró embajador de los Estados Unidos en Argentina; presentó sus credenciales al gobierno argentino el 11 de junio de 1964 y permaneció como embajador hasta el 5 de enero de 1968.
De 1968 a 1974, se desempeñó como presidente del Comité de Ayuda al Desarrollo de la Organización para la Cooperación y el Desarrollo Económicos (OCDE). En 1974, fue nombrado asesor especial del Secretario de Estado para supervisar los preparativos de los Estados Unidos para la Conferencia Mundial de la Alimentación. Entre 1975 y 1978, se desempeñó como presidente del Grupo Consultivo sobre Producción de Alimentos en Países en Desarrollo en el Banco Mundial.
Se retiró del servicio diplomático como embajador de carrera en 1975. Entre 1975 y 1978, se desempeñó como presidente del Grupo Consultivo sobre Producción de Alimentos en Países en Desarrollo en el Banco Mundial. Posteriormente, ocupó diversos cargos en el Comité de Crisis de la Población y participó en numerosas conferencias sobre la población y otros temas relacionados con el desarrollo económico.
Falleció de neumonía en Washington D. C. el 12 de enero de 2002.

## Publicaciones
- «Kennedy and Latin America».  University Press of America (1994).